# Мала Мача
Мала́ Мача (словац. Malá Mača) — село в окрузі  Ґаланта Трнавського краю Словаччини. Площа села 7,97 км². Станом на 31 грудня 2015 року в селі проживало 606 жителів.

## Історія
Перші згадки про село датуються 1326 роком.

## Населення
| Рік:            | 1994. | 2004. | 2014.   | 2024.   |
| --------------- | ----- | ----- | ------- | ------- |
| Кількість осіб: | 0     | 600   | 598     | 607     |
| Різниця:        |       | –     | -0,33 % | +1,50 % |

| Рік:            | 2023. | 2024.   |
| --------------- | ----- | ------- |
| Кількість осіб: | 606   | 607     |
| Різниця:        |       | +0,16 % |